# Margaret Lamwaka Odwar
Margaret Lamwaka Odwar (nascida Margaret Lamwaka), também conhecida como Margaret Odwar, (nascida em 23 de dezembro de 1969), é uma política do Uganda que actua como membro do Parlamento, representando o Grupo Constituinte Feminino do Distrito de Kitgum no 10º Parlamento do Uganda (2016 a 2021).

## Juventude e educação
Ela nasceu no distrito de Kitgum, na sub-região de Acholi, na região norte do Uganda, em 23 de dezembro de 1969. Ela obteve o seu Certificado de Conclusão da Escola Primária Koch Goma Central. Em 1986, ela obteve o seu certificado O-Level da Wanyange Girls Secondary School, no distrito de Jinja.
Ela obteve depois um Certificado de Professores de Grau III, do Alero Primary Teachers College, e um Diploma em Educação Primária, do National Teachers College, Unyama.
Em 2006, ela recebeu o diploma de Bacharel em Educação, seguido três anos depois pelo grau de Mestre em Planeamento e Administração da Educação, ambos pela Universidade Cristã do Uganda, em Mukono.

## Carreira antes da política
De 1989 a 2015, Margaret Lamwaka ensinou em escolas primárias em várias partes do Uganda. Ela começou como professora de grau III na Escola Primária Pública de Gulu, em 1989, chegando ao primeiro grau na Escola Primária de Pandwong, em 2015.

## Carreira política
Em 2016, Margaret Lamwaka concorreu para se tornar deputada feminina do distrito de Kitgum pelo partido político do Movimento de Resistência Nacional. Ela venceu e é actualmente membro do parlamento.
No 10º parlamento, ela é membro de duas comissões parlamentares, do Comité de Regras, Privilégios e Disciplina e do Comité de Educação e Desportos.